# Гамза (деревня)
Гамза (бел. Гамза; до 1925 года - Семак) — деревня в Николаевском сельсовете Светлогорского района Гомельской области Беларуси.
На юге и западе граничит с лесом.

## География

### Расположение
В 60 км на северо-запад от Светлогорска, 58 км от железнодорожной станции Светлогорск-на-Березине (на линии Жлобин — Калинковичи), 170 км от Гомеля.

### Гидрография
На севере сеть мелиоративных каналов.

### Транспортная сеть
Транспортные связи по просёлочной, а затем автодороге Октябрьский — Паричи. Планировка состоит из прямолинейной улицы, близкой к меридиональной ориентации, к которой на севере присоединяется с запада короткая улица с широтной ориентацией. Застройка двусторонняя, деревянная, усадебного типа.

## История
Согласно письменным источникам известна с XIX века как селение в Чернинской волости Бобруйского уезда Минской губернии. В 1879 году обозначена в числе селений Чернинского церковного прихода.
В 1925 году в Чернинском сельсовете Паричского Бобруйского округа. В 1929 году организован колхоз. Во время Великой Отечественной войны освобождена 24 июня 1944 года, в первый день наступления 1-го Белорусского фронта при осуществлении операции «Багратион». Сразу после освобождения непродолжительное время здесь находился наблюдательный пункт командующего 65-й армии П. И. Батова, где вечерам 24 июня 1944 года он докладывал заместителю Главнокомандующего Г. К. Жукову и командующему 1-м Белорусским фронтом К. К. Рокоссовскому о ходе наступательной операции в зоне деятельности его армии. Располагается подсобное хозяйство РУП «СВО «Химволокно».

## Население

### Численность
- 2004 год — 40 хозяйств, 100 жителей

### Динамика
- 1897 год — 44 двора, 308 жителей (согласно переписи)
- 1925 год — 97 хозяйств
- 1959 год — 272 жителя (согласно переписи)
- 2004 год — 40 хозяйств, 100 жителей